# Chapelle de l'Oratoire (Avignon)
La chapelle de l'Oratoire d'Avignon est située dans la rue Joseph-Vernet. Cet édifice du XVIIIe siècle fut commencé en 1713, repris en 1730 pour être finalement achevé en 1749. Il est classé monument historique depuis 1912. Elle tire son nom d'une congrégation, la Société de l'oratoire de Jésus. 

## Historique

### Installation des Oratoriens à Avignon
Les Oratoriens s'établissent à Avignon en 1646. Ils sont autorisés à élever une chapelle en 1648. Ils acquièrent une maison dans la paroisse de Saint-Agricol. En 1666, ils sont légataires d'une autre maison. Ils ouvrent alors un séminaire principal sous le titre de Saint-Grégoire-le-Grand en 1669 avec l'appui de l'archevêque d'Avignon, Domenico de' Marini. Ce séminaire fonctionne jusqu'en 1702, après l'ouverture du collège Saint-Charles-de-la-Croix. Une première église est consacrée le 25 février 1667. L'église a subsisté jusqu'en 1753.
La communauté est dissoute à la Révolution.

### Valse des architectes
Le supérieur de l'ordre de l'Oratoire à Avignon en 1713 est le Père Jean-Melchior de Mayne.
Le maître d'œuvre de cette chapelle fut Jean Léonard (1690-1749), oratorien et chanoine de l'église Saint-Pierre d'Avignon. Marseillais d'origine, il s'inspira de la chapelle de l'Hôpital de la Vieille Charité qui avait été construite, en 1672, par Pierre Puget dans sa ville natale.
Ce poète de cour, prédicateur et homme du monde a usé plusieurs architectes pour parvenir à faire parachever sa chapelle. Les premiers travaux qui avaient commencé sur des plans anonymes en 1713 furent arrêtés en 1719. En 1729, un millier de livres est dépensé « pour la continuation des fondations de la nouvelle église et pour mettre à rais-de-chaussée les fondemens déjà faits en 1719. » L'architecte n'est pas connu.
Le 18 mars 1730, le Père de Mayne a passé un prix fait avec Jean-Ange Brun (1702-1793), un architecte comtadin, originaire de L'Isle-sur-la-Sorgue, qui s'est engagé à élever l'église « selon le plan signé par les parties, les élévations et les profils faits par  M. de la Monsse... à prendre depuis les fondemens du rez-de-chaussée d'icelle jusqu'à la hoteur de trois toises d'élévation. ». M. de la Monsse cité comme ayant fourni les plans est Ferdinand Delamonce (1678-1753). Delamonce, né à Munich où son père était architecte de la Cour de Bavière, a tout d'abord travaillé à Lyon, puis à Paris. Après quoi il fit un séjour de plusieurs années en Italie, au retour duquel il passa par Avignon en 1729. C'est à cette occasion que les Oratoriens eurent recours à lui pour établir de nouveaux plans en vue de reprendre les travaux. Ceci fait, il partit pour Grenoble, puis revint à Lyon pour y achever sa carrière.
Jean-Ange Brun a exécuté les travaux de ce premier contrat avant décembre 1732, date de leur paiement. a chapelle est alors élevé jusqu'à 6 m au-dessus du sol. Un nouveau prix fait est signé en 1733 à Jean-Ange Brun. Celui-ci a résisté jusqu'en 1738 et s'est brouillé avec l'oratorien qui ne le payait point. Jean-Baptiste II Péru prit sa succession. Il posa la clef de voûte le 18 juin 1740 puis il partit en septembre 1747. Le Révérend Père Léonard l'accusa de l'avoir quitté « pour des raisons impertinentes de vils intérêts ». Tout le monde compris que l'architecte avignonnais n'avait fait que réclamer son dû et ne l'avait pas obtenu. Le mauvais payeur fut contraint de finir seul sa chapelle qui fut enfin achevée en 1749 et il mourut. Elle avait coûté 95 000 livres à son ordre. Elle fut consacrée le 3 juillet 1750.

## Façade
Elle est composée d'un grand portique avec deux paires de pilastres corinthiens jumelés, qui portent une archivolte concave en plein cintre. Deux portes latérales, surmontées d'un entablement et d'un tableau richement mouluré, s'ouvrent de part et d'autre.

## Intérieur

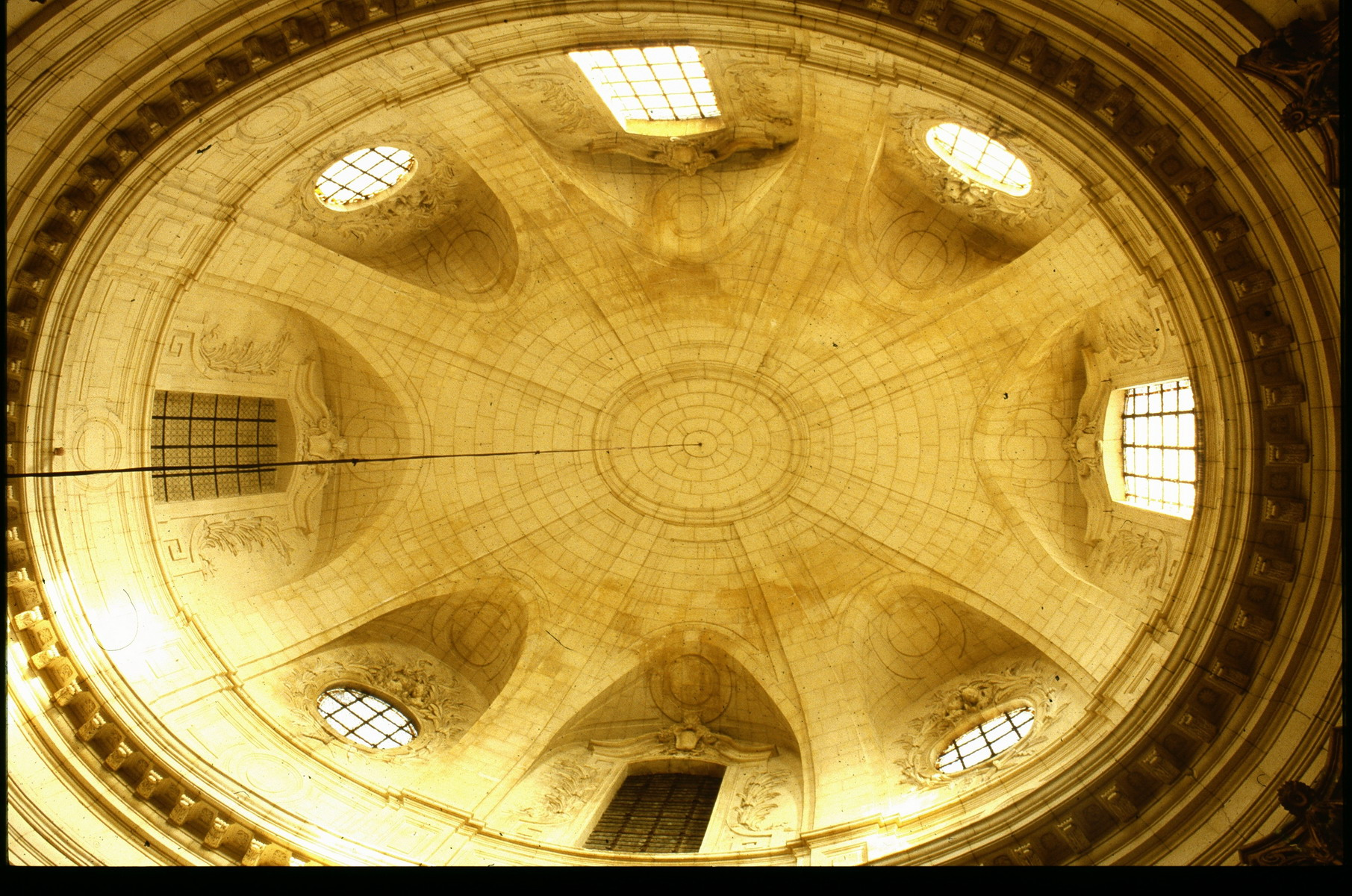
Voûte sur la nef

Le plan de l'église de l'Oratoire est sans équivalent à Avignon. L'édifice est formé de deux ellipses concentriques, emboitées dans une enveloppe extérieure rectangulaire. À l'ouest se greffe sur l'ensemble un chœur circulaire. Le grand axe de l'ellipse marque le vestibule d'entrée et le chœur, pendant que s'ouvrent sur le petit axe deux grandes chapelles. Dans les diagonales, quatre chapelles plus petites et plus basses sont surmontées de tribunes portées par des voûtes plates. L'ordonnance repose sur de grands pilastres corinthiens qui portent un entablement saillant régnant sous la voûte, pendant que les arcs du chœur et des chapelles sont portés par colonnes ioniques dégagées. La coupole appuyée sur de puissantes lunettes présente quatre fenêtres et quatre œils-de-bœuf alternés, pendant qu'une voûte en cul de four remarquablement appareillée couvre le chœur .

## Club patriotique et dépôt de poudre

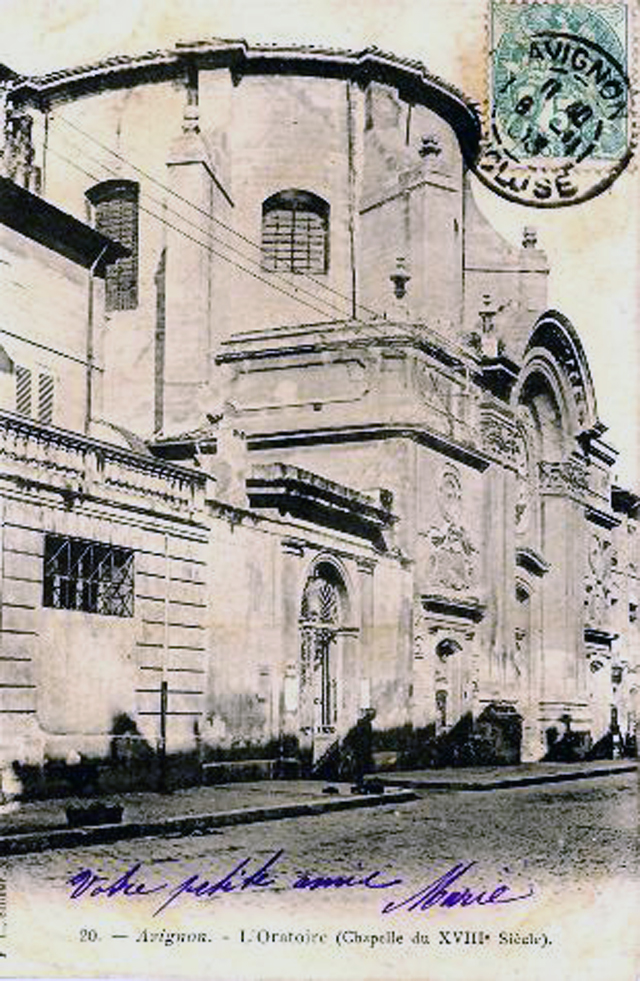
Façade de la chapelle de l'Oratoire en 1913

Les Oratoriens ayant été de fervents défenseurs de la Révolution à ses débuts, la chapelle fut d'abord, sur l'initiative du RP. Mauvans, transformée en « Club patriotique ». Ce dernier ayant été tué lors du massacre de la Glacière, la nouvelle municipalité d'Avignon récupére les lieux pour y entreposer sa poudre, son salpêtre et ses munitions. Elle reste ensuite sous le contrôle du Ministère de la Guerre, ce qui lui permet d'être sauvée de la destruction, des édiles avignonnais ayant songé un instant installer à sa place un théâtre. Elle n'est rendue au culte qu'en 1825. Elle est classée monument historique le 2 mai 1912.
La chapelle sert d'aumônerie du lycée Frédéric-Mistral.